# Zaokskoje
Zaokskoje (ros. Заокское) – wieś (sieło) w Rosji, w obwodzie riazańskim, w rejonie riazańskim. W 2010 liczyła 1109 mieszkańców.

## Urodzeni
- Wasilij Kriuczkow